# Palais assyriens
Sauf précision contraire, les dates de cet article sont sous-entendues « avant l'ère commune » (AEC), c'est-à-dire « avant Jésus-Christ ».

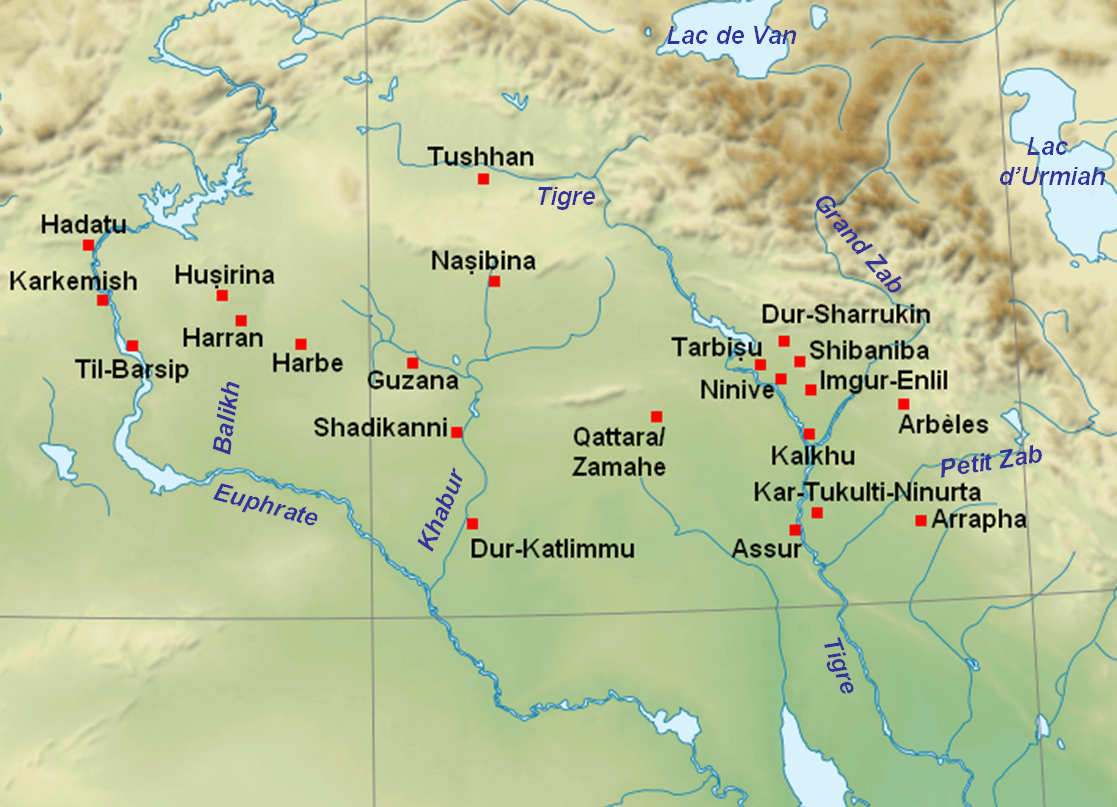
Localisation des principaux sites assyriens

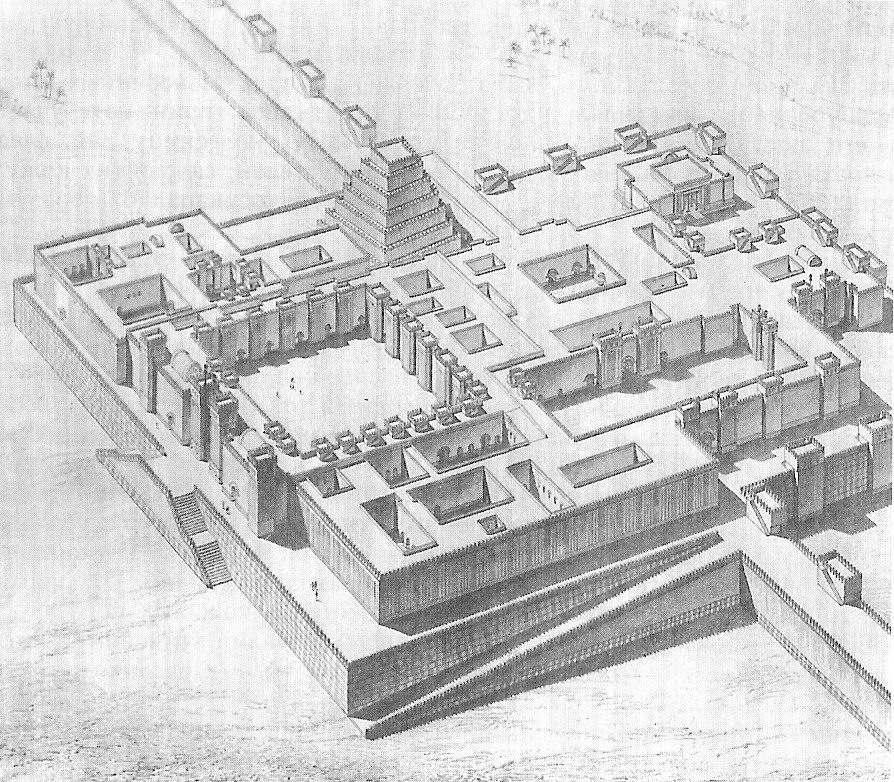
Tentative de reconstitution de la citadelle de Dur-Sharrukin avec le palais royal de Sargon II.

La redécouverte de l'Assyrie antique s'est faite en premier par l'exploration des grands palais royaux des capitales néo-assyriennes (IXe – VIIe siècles av. J.-C.), qui furent aussi les premiers vestiges de la Mésopotamie antique à être mis au jour à partir du milieu du XIXe siècle de notre ère, sur les sites de Nimrud (Kalkhu), Quyunjik (Ninive) et Khorsabad (Dur-Sharrukin). Leur taille, leurs nombreuses cours et salles intérieures et surtout leurs bas-reliefs rapportés dans les grands musées européens ont marqué les esprits des gens qui redécouvraient la puissance qu'avait eu l'Assyrie dans l'Antiquité.
Au-delà de cet intérêt historiographique, les palais royaux ont aussi eu une grande importance pour les rois, qui tiraient de leur construction un grand prestige. Preuve en est le fait que les derniers souverains assyriens, qui furent aussi les plus puissants, ont tous mis un point d'honneur à construire un ou plusieurs de ces édifices et à le relater dans de longues inscriptions à leur gloire. Ces monuments étaient le cœur de leur empire, et ils devaient donc être à la hauteur de sa puissance et relayer l'idéologie impériale, notamment par les longues frises qu'on y avait sculptées.
L'histoire des palais royaux assyriens suit celle du royaume : d'abord confinés à la ville d'Assur, lieu d'origine de cette entité politique, ils se complexifièrent et prirent plus d'importance dans les grandes capitales de l'empire néo-assyrien, successivement Kalkhu, Dur-Sharrukin et Ninive.

## Les palais duIIemillénaire

### Les palais d'Assur
Le plus ancien palais royal assyrien est le Vieux palais, situé à Assur, au nord de la vieille ville, à côté du complexe palatial du dieu Assur. Il a été bâti vers le début du IIe millénaire, mais ces niveaux les plus anciens ne sont pas connus. Il était de forme quadrilatère, avec des côtés presque perpendiculaires de 110 et 112 mètres pour la longueur, et autour de 98 mètres pour la largeur. Il était divisé en 162 salles organisées autour de 10 cours intérieures. Son plan fut remanié lors de sa restauration par Adad-nerari Ier vers 1300, qui le réorganisa autour d'une cour centrale de 31 mètres de longueur et 26 mètres de large. Il préfigure alors peut-être la division future des palais royaux entre zone privée et zone publique séparées par une salle du trône, mais cette interprétation est encore sujette à caution, d'autres voyant simplement dans le plan de cet édifice celui d'une résidence normale, mais de plus grande taille.
Le Vieux palais fut encore restauré à l'époque néo-assyrienne, notamment par Assurnasirpal II et Sennacherib. On a retrouvé dans son sous-sol des tombes royales de cette période, contenues dans des sarcophages en pierre, et pillées dès l'Antiquité. Il s'agit des sépultures d'Assur-Bel-Kala, Assurnasirpal II, Shamshi-Adad V, peut-être même Sennacherib.
Un nouveau palais fut bâti à Assur par Tukulti-Ninurta Ier (1244-1208) - qui a également construit un palais à Kar-Tukulti-Ninurta -, dans l'angle nord-ouest de la cité. Il préfigurait sans doute déjà les palais néo-assyriens, notamment de par sa division interne entre zone privée (bītānu) et zone publique (babānu), mais il reste très mal connu car seules les ruines de la terrasse aménagée pour le supporter ont résisté jusqu'à nos jours.

### Les «édits de harem»
Une série de neuf fragments de tablettes de la période médio-assyrienne renferme des règlements ou édits (riksu) concernant la vie des résidents de la zone privée du palais royal, avant tout les femmes résidant dans le harem. Les historiens les désignent comme des « édits de harem », ou « édits de cour et de harem », ou encore « décrets palatiaux ». Ils ont été compilés sous Tiglath-Phalasar Ier (1114-1076 av. J.-C.) mais reprennent des ordonnances des règnes antérieurs, remontant jusqu'au règne d'Assur-uballit Ier (1363-1328). Ils sont préservés dans un état fragmentaire et souvent très incomplet, rendant leur compréhension difficile.

### Les palais provinciaux
Les fouilles réalisées récemment en haute Mésopotamie syrienne ont permis de dégager des palais provinciaux de l’époque médio-assyrienne, tel celui de Dur-Katlimmu (Tell Sheikh Hamad), alors qu’auparavant étaient surtout connus des palais de gouverneurs néo-assyriens.

## Les palais néo-assyriens
Lorsque Assurnasirpal II (883-859) décide de déplacer sa capitale d'Assur à Kalkhu, il dote cette dernière d'un grand palais, à la hauteur de la puissance de l'Assyrie qu'il vient de restaurer après plusieurs brillantes campagnes. À sa suite, les rois assyriens n'auront de cesse de bâtir de nouveaux palais : Adad-Nerari III, Teglath-Phalasar III, Sargon II et Assarhaddon. Sargon II construit à son tour un grand palais dans sa capitale, Dur-Sharrukin. Cette construction est vite supplantée par le grand « Palais Nord-Est » construit par Sennacherib dans la nouvelle capitale assyrienne, Ninive. C'est sans doute le plus grand palais royal néo-assyrien. Assurbanipal fait à son tour restaurer un palais à l'angle opposé de la citadelle de Ninive. Chacun de ces édifices vise à surpasser ses prédécesseurs en taille et en opulence, et à commémorer la puissance de son bâtisseur.

### Les récits de construction
Issus de la tradition des inscriptions de fondation que laissaient chaque bâtisseur ou restaurateur sous un édifice qu'il venait de construire ou restaurer, les récits de construction sont de plus en plus longs et fournis dès la période médio-assyrienne, le sommet du genre étant atteint à l'époque néo-assyrienne, dans la Standard Inscription d'Assurnasirpal II commémorant la reconstruction de Kalkhu, mais aussi dans les récits de construction de Dur-Sharrukin par Sargon II et de Ninive par Sennacherib, entre autres, qui font toujours la part belle à l'édification du nouveau palais royal.
Lorsque le roi décide la construction du palais, tout l'empire mobilise sa puissance : le roi réquisitionne ses vassaux et leurs richesses, ce qui lui permet d'étaler sa puissance. Les palais sont d'ailleurs souvent construits quand les souverains ont posé des bases solides à leur pouvoir, ne sentent plus de menaces, ont éliminé leurs rivaux, mis fin aux révoltes. Le butin rapporté de ces guerres, ainsi que les prisonniers devenus esclaves au service du roi, qu'ils soient simples ouvriers, ou au mieux artistes, vont ainsi permettre l'érection du grand monument. Une fois le plan du palais tracé, on se met à l'œuvre. On bâtit d'abord une puissante terrasse servant de fondation, dont la plus remarquable est celle que Sennacherib fera construire pour son « Palais sans rival » à Ninive. Grâce à cela, le palais est posé sur des bases solides, et on peut entreprendre le reste de la construction, puis enfin procéder à la décoration du palais, plusieurs textes mettant en avant les choses magnifiques qui viennent embellir le monument.
Le palais achevé, on procède à l'inauguration, par un banquet où sont invités les notables du royaume, les vassaux de l'empire et les nouveaux résidents de la ville dans la Standard Inscription, ou plus souvent un festin par lequel le roi faisait entrer les dieux protecteurs dans sa nouvelle demeure, au cours du rituel du takultu.

### Organisation spatiale et personnel

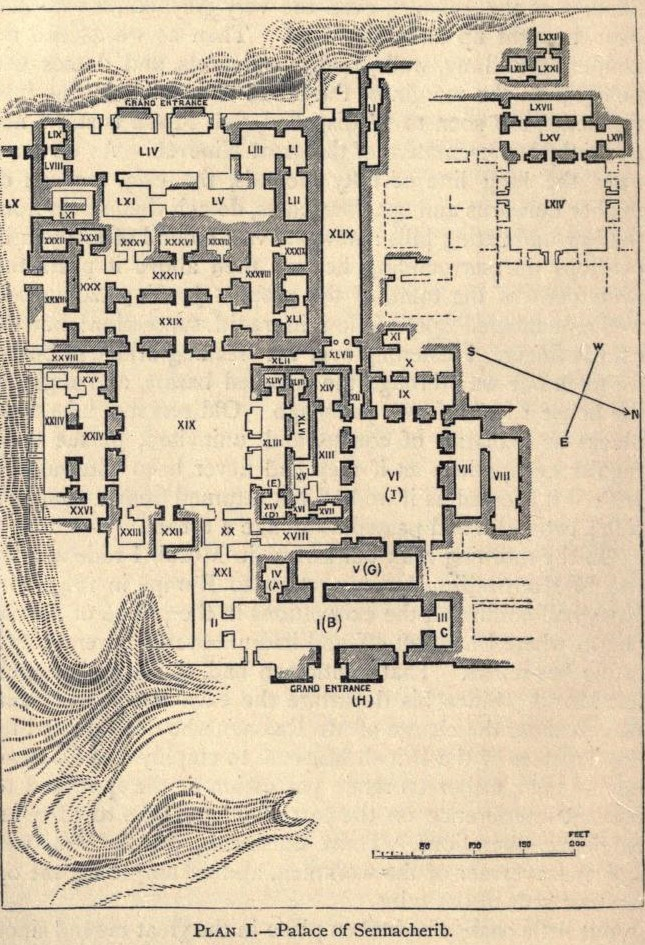
Plan des zones fouillées du Palais sud-ouest de Ninive, d'après les fouilles de 1927-1932.

La confrontation des textes et des résultats de fouilles (qui n'ont jamais couvert l'intégralité d'un édifice palatial) permet de se faire une idée de l'organisation spatiale et du fonctionnement d'un palais des capitales néo-assyriennes, en sachant que ceux des provinces sont construits sur le même modèle, en moins monumental. Il est d'usage dans la littérature académique de distinguer entre une zone « publique », administrative, bābānu, et une zone « privée », bētānu, lieu de vie de la famille royale à l'accès très contrôlé. Mais la première apparaît rarement dans la documentation écrite, la seconde plus souvent, cependant elle n'a pas forcément un aspect strictement « privé ». De fait, l'existence d'une distinction entre sphères publique et privée n'est pas manifeste, et à tout le moins elle est insuffisante pour comprendre la complexité de l'organisation d'un palais néo-assyrien.
L'accès à l'édifice se fait par une porte principale monumentale, gardée par des statues de génies ailés, où des portiers contrôlent l'accès. Elle ouvre sur une ou deux grandes cours, qui conduisent à un ensemble de pièces, et à la partie intérieure du palais. La supervision de la circulation des biens et des personnes dans les palais et leur inspection est sous la responsabilité de l'administrateur du palais (rab ekalli), qui perçoit les redevances dues au palais en tant qu'institution, et contrôle aussi les geôles du palais. L'accès au palais est plus strictement encadré après le meurtre de Sennachérib, ce qui se traduit par la présence d'un personnel chargé du contrôle de certaines portes, notamment le « maître des serrures » (rab sikkāte). Le cœur du palais s'organise autour de la salle du trône, pièce allongée où le roi tient ses audiences. Le scribe du palais (ṭupšar ekalli) supervise l'accès au roi et sa correspondance, et plus largement la chancellerie du palais. Le roi dispose d'une grande suite à côté de la salle du trône. D'autres suites sont destinées à la reine et sans doute aux hauts dignitaires de l'empire. Le protocole de la cour est organisé par l'« intendant du palais » (ša pān ekalli, « celui qui se tient devant le palais »), qui est celui qui introduit les visiteurs auprès du roi, organise les banquets et autres rituels de la cour. Il s'en trouve aussi auprès de la reine, de la reine-mère et du prince héritier. Des cours secondaires organisent la circulation à l'intérieur de cet espace. Cet ensemble de pièces est le groupe le plus monumental du palais, dont les portes sont souvent décorées de statues de génies, et les murs décorés de bas-reliefs sur orthostates, peintures et briques glaçurées. Un « chambellan » (ša muḫḫi bētāni, « celui qui est chargé du bētānu ») semble superviser l'organisation de cet espace et son accès. C'est là que la densité de gardiens de portes et de gardes est la plus élevée, en sachant que le roi et les membres importants de la famille royale ont en plus leur garde personnelle.
Derrière les suites royales se trouvent les appartements royaux, qui sont mal connus. Selon D. Kertai, certaines suites, notamment celle du roi, ont pu combiner un espace de réception et un espace résidentiel. Mais la localisation des espaces résidentiels renvoie à la question de la présence d'un étage dans les palais. Selon ce même auteur, il n'y en a pas eu et l'espace au sol des palais suffit à toutes les fonctions incombant à un palais (résidence, réception, administration, stockage), en sachant que seule une partie minoritaire du personnel du palais devait y résider. D'autres considèrent qu'il y a bien un étage, par exemple J.-C. Margueron qui restitue des salles hypostyles et un étage sur la majeure partie de la surface des palais royaux. Ce niveau a alors pu comprendre les appartements royaux, qui n'ont jamais été identifiés avec assurance au rez-de-chaussée des palais.
Dans le dispositif d'organisation spatiale du pouvoir central, ils sont complétés par d'autres lieux servant à des fonctions plus circonscrites : les « arsenaux », qui sont avant tout des lieux de revues militaires et de stockage, les bibliothèques, qui sont surtout situées dans les temples, et les jardins royaux.

### Éléments architecturaux et décorations
L'art assyrien est très fortement inspiré par ceux de ses voisins de Babylone, de Syrie, des Hittites, voire d'Égypte. Les palais royaux étaient bâtis en briques, crues, ou cuites, matériaux locaux, cependant périssables, ce qui explique pourquoi les édifices nécessitaient un tel entretien. Le palais était un monument à l'aspect massif, et pour peu, son aspect extérieur serait semblable à celui d'une forteresse. Les murs étaient imposants, larges d'une vingtaine de mètres. On pénétrait dans l'édifice par une porte flanquée de deux tours. Deux statues de génies en protègent l'accès. Les salles étaient recouvertes d'un toit supporté par des voûtes en berceau. Quelques ouvertures percées sur le haut des murs laissent pénétrer une lumière timide. On évite ainsi que la canicule régnant à l'extérieur entre dans le palais. Les portes sont principalement cintrées. Elles étaient le plus souvent fermées par de simples rideaux au niveau des chambres. Les Assyriens avaient aussi empruntés aux peuples araméens la construction nommée bīt hilani, inspirée de l'art hittite, un bâtiment comprenant un portique soutenu par plusieurs colonnes, pouvant se trouver à l'entrée du palais, avec des portes décorées par de grandes statues.
Pour décorer les portes, les fenêtres, ou même les voûtes, on utilisait des briques émaillées, sur lesquelles étaient représentés des animaux, des arbres, aussi bien que des outils symboliques. Les murs étaient décorés par des orthostates, de grandes plaques faites en albâtre ou en calcaire. En les alignant les unes à la suite des autres, on obtenait de longues frises. Celles retrouvées dans les palais assyriens sont les plus beaux exemples de l'art du pays. Ils représentaient avec une certaine minutie des scènes ayant des sujets variés, bien que la guerre prévaut avant tout, comme la religion. Ces frises servent en effet souvent d'illustrations aux annales du roi qui a fait construire le temple, et on y retrouve les passages les plus importants, parfois inscrits au dos des stèles.
L'art palatial assyrien, c'est donc avant tout un appareil de propagande dédié à la gloire du roi et du dieu Assur. Le visiteur doit être frappé par la puissance assyrienne dès l'instant où il pénètre dans le palais. Certains murs de certains de ces monuments étaient même décorés par des peintures. La statuaire en ronde-bosse est surtout représentée les gigantesques statues de génies androcéphales ailés gardant l'entrée du palais. Sennacherib parle même dans ses annales de la manière dont il (ou plutôt un de ses artisans) élabora une nouvelle technique apparentée à celle de la cire perdue servant à mouler une statue de bronze d'un seul bloc.

Sculptures des palais néo-assyriens
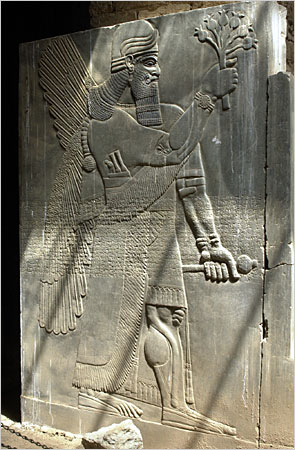
Bas-relief d'un des palais royaux de Kalkhu, génie bénisseur
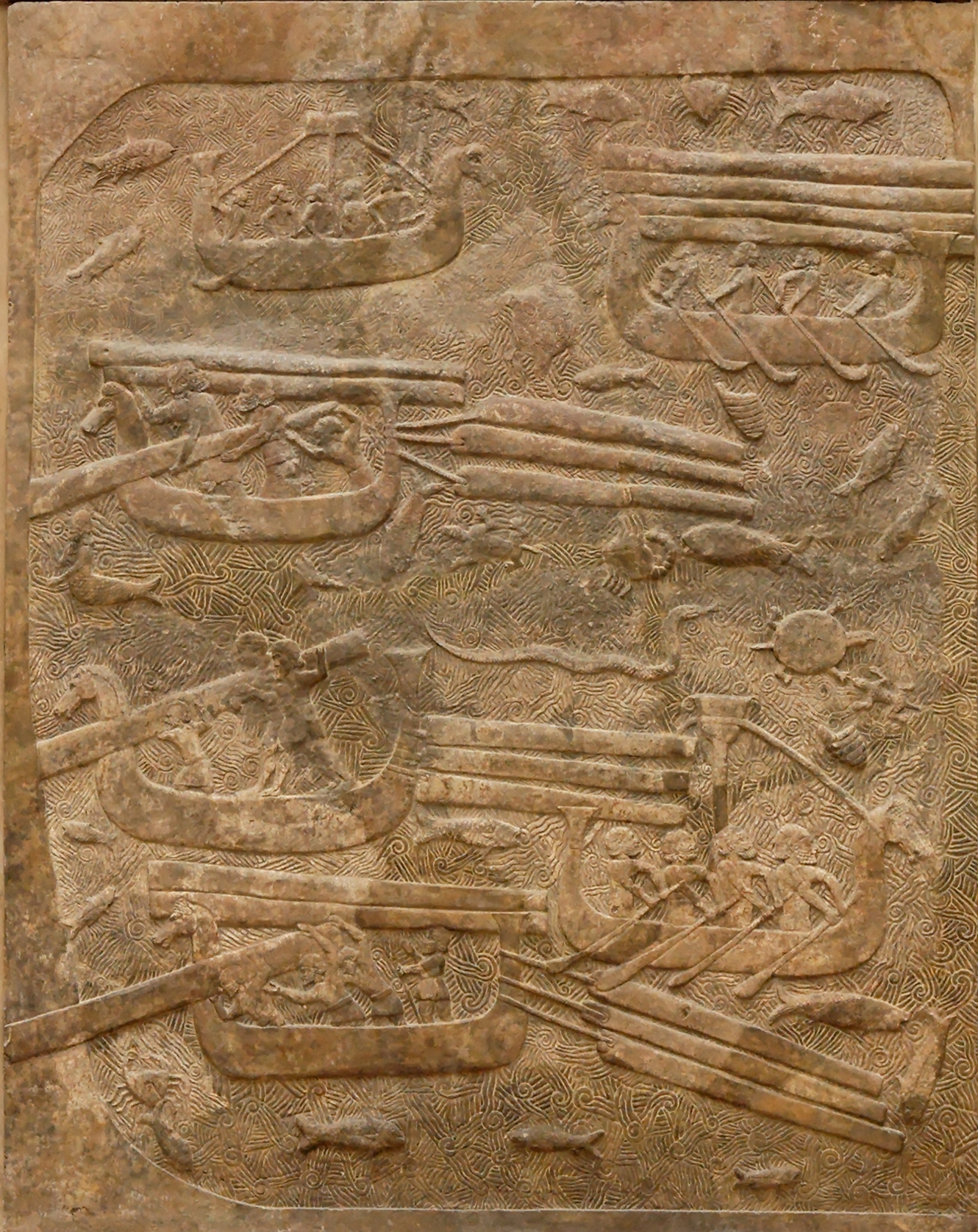
Transport de cèdres du Liban, Dur-Sharrukin
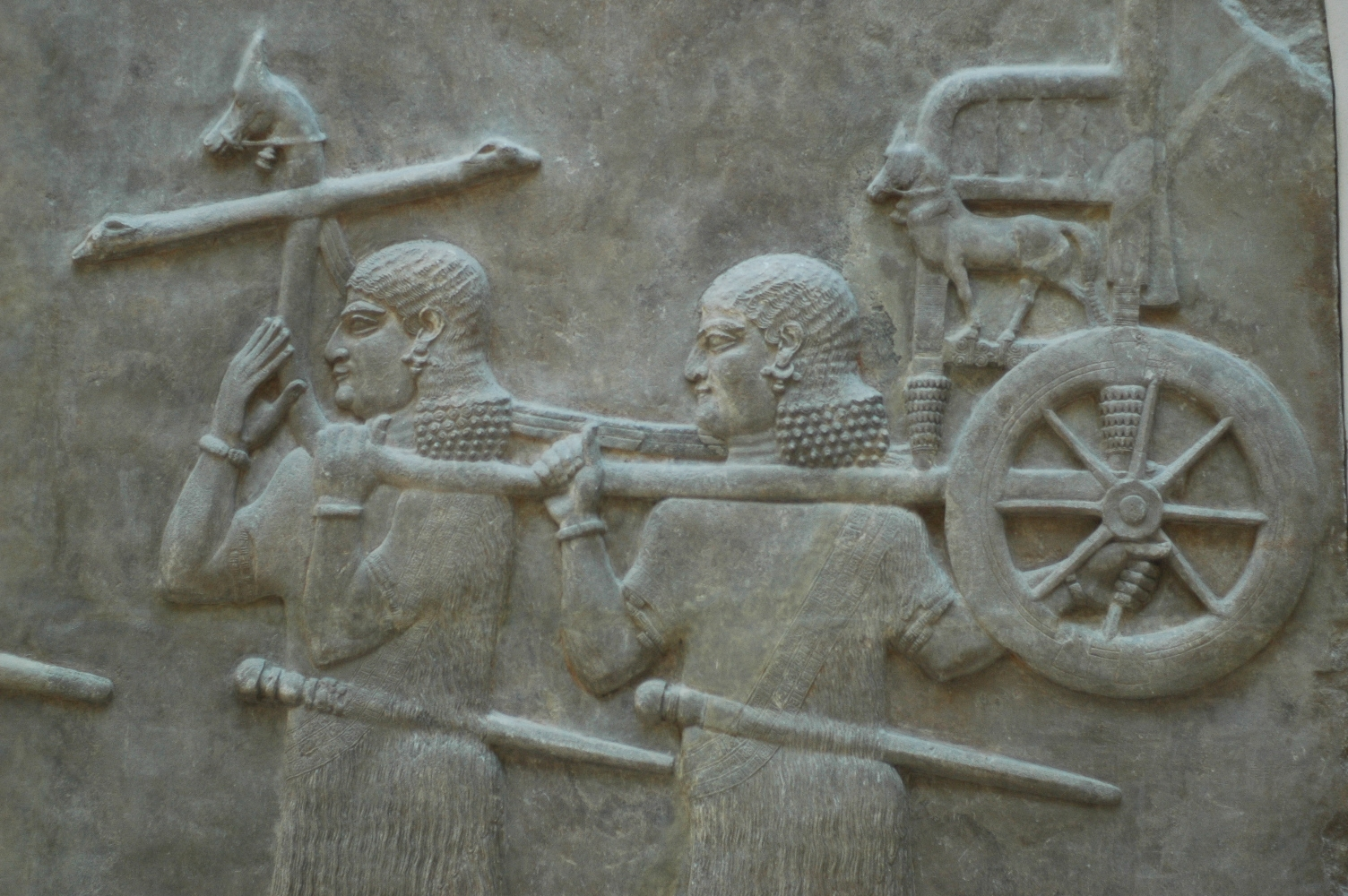
Serviteurs portant un trône, Dur-Sharrukin
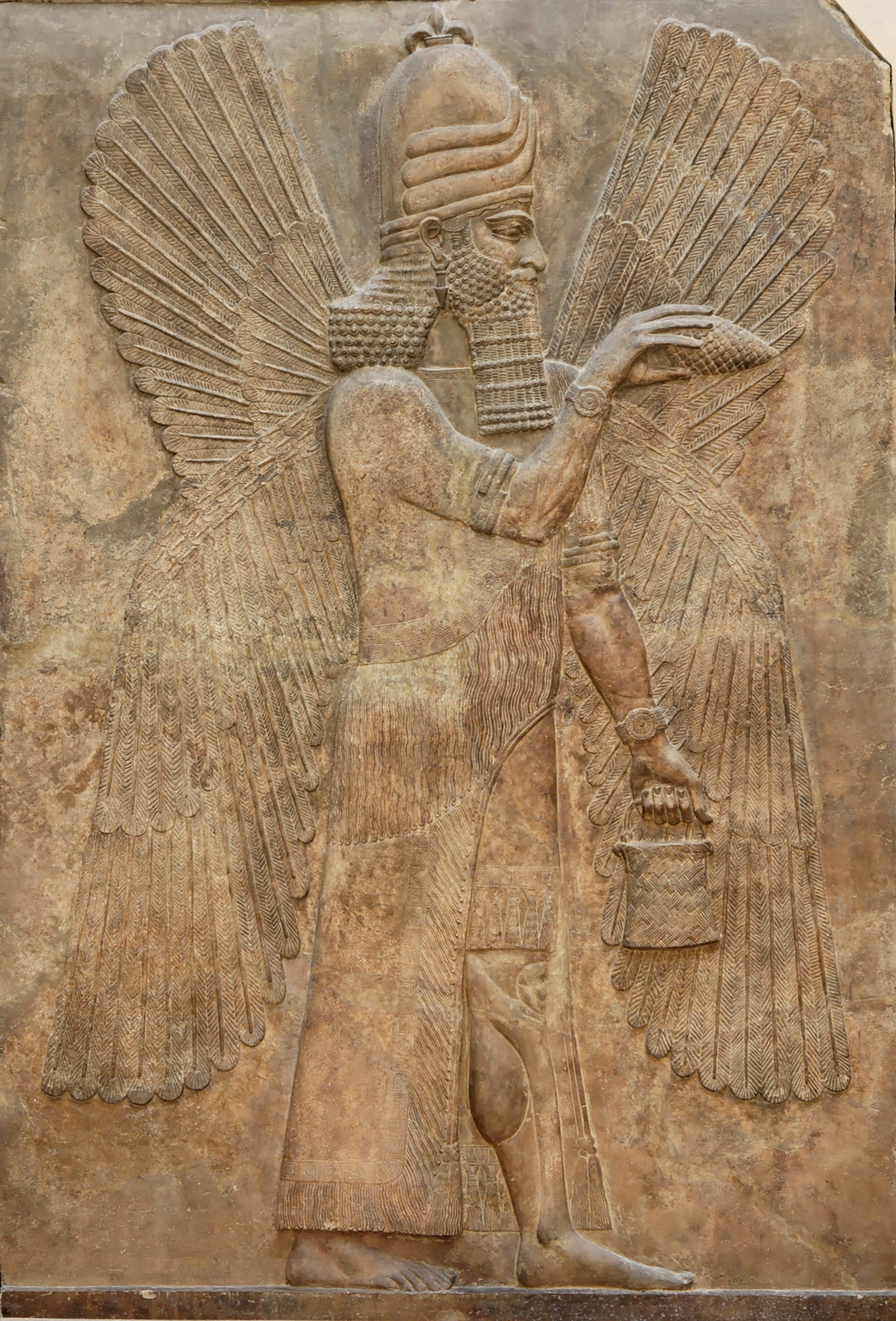
Génie bénisseur, Dur-Sharrukin
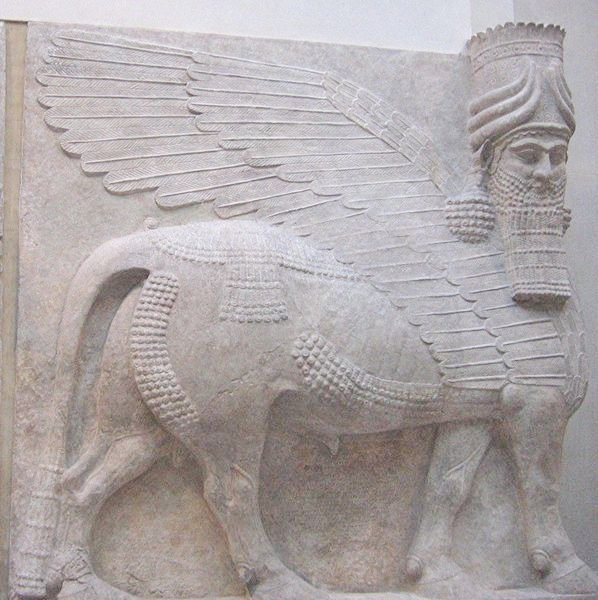
Taureau androcéphale, Dur-Sharrukin
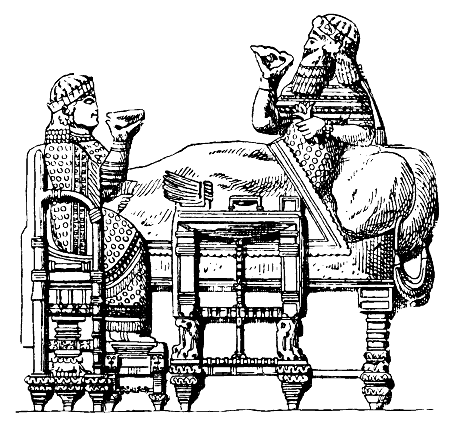
Assurbanipal en train de boire avec son épouse, d'après un bas-relief de son palais à Ninive

### Exemples

#### Le palais d'Assurnasirpal II à Kalkhu

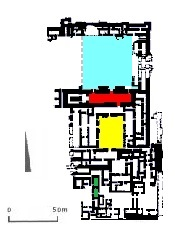
Plan du palais nord-ouest de Kalkhu. Rouge : salle du trône - Bleu : cour principale de la zone publique (babānu) - Jaune : cour principale de la zone privée (bitānu) - Vert : tombes des reines.

Construit vers 860 par Assurnasirpal II, qui déplaçait sa capitale d'Assur à Kalkhu (Nimrud), le "Palais sans égal" est l'un des premiers à avoir été fouillés par l'anglais Austen Henry Layard au milieu du XIXe siècle. Il est l'un des premiers monuments de ce type à avoir été bâti, et est en cela le précurseur des futurs palais des Sargonides. C'est ici que se trouvent les premières frises sur orthostates réalisées en Assyrie, l'édifice étant en général richement décoré comme le dit le roi dans le récit de la Standard Inscription, décrivant la restauration de la nouvelle capitale. Ce palais se situe au nord-ouest de la citadelle de Kalkhu (d'où son autre nom, Palais nord-ouest). Sur sa face nord, le palais jouxte deux temples, dédiés à Ishtar et à Ninurta, et au sud un palais construit plus tard par Adad-Nerari III.
Les dimensions du palais étaient d'environ 200 mètres sur 130 mètres. Il s'organise autour d'une salle du trône rectangulaire, mesurant 45 mètres de longueur sur 15 de largeur, qui sépare les deux parties du palais. D'un côté, deux portes donnent sur le babānu, dans la partie ouest du palais, autour de laquelle se trouvent plusieurs magasins, et le secteur administratif. De l'autre côté, vers la partie est du palais, on accède au bitānu par la salle du trône. Autour de la cour principale de cette zone, mesurant 32 mètres sur 27, on trouve une pièce où le roi et ses invités privés se divertissaient, au sud, et les appartements royaux, à l'est. Au nord-est se trouvait le harem, où les femmes du roi, leurs jeunes enfants, ainsi que ses sœurs et la reine-mère vivaient (la plupart n'ayant pas le droit d'en sortir). Ce palais pose les principes selon lesquels les palais assyriens seront bâtis après lui.

#### Le palais de Sargon II à Dur-Sharrukin

Principales unités de la terrasse du palais : grande cour (XV), cour d'honneur (VIII), salle du trône (VII), cour de la zone privée (VI), appartements royaux (A), bâtiment isolé (peut-être bit-hilani) (BH). Principales unités des temples de la terrasse : cours principales (XXX, XXVII, XXXI), temple de Sîn (1), chapelle d'Adad (2), chapelle d'Ea (3), temple de Shamash (4), chapelle de Ninurta (5), temple de Ningal (6), ziggurat (Z).

La ville de Dur-Sharrukin, construite par Sargon II, réalisée à la fin du VIIIe siècle, comportait un imposant palais royal, dit "Palais brûlé", en raison d'un incendie qui le ravagea. Il était situé dans la citadelle se trouvant au nord de la ville, qu'il surplombait puisqu'il était construit sur une terrasse de 15 mètres de hauteur. Cet ensemble imposant s'étendait sur environ 10 hectares, et comportait environ 200 salles et une trentaine de cours. La plus grande, la première à laquelle on accédait après avoir pénétré dans l'édifice par une grande porte gardée par des statues de génies ailés, mesurait 103 mètres sur 91. À partir de là, on pouvait accéder au secteur religieux, aux magasins, au secteur administratif, et au palais proprement dit, situé au nord. On accède par là au babânu, puis à la salle du trône rectangulaire de dimensions 45 mètres sur 10 mètres. Vers l'ouest, se trouvent les appartements privés. Ce palais était richement décoré, par de grandes statues, des orthostates et même des peintures ornant la salle du trône. À l'ouest, on trouve un bâtiment de type bit hilani.

#### Le palais de Sennacherib à Ninive
Construit par Sennacherib dans la vieille cité de Ninive, dont il fait alors sa capitale, le "Palais sans rival" est sans doute l'édifice le plus remarquable qu'aient réalisé les Assyriens, dans la plus belle de leur ville, pour être à la hauteur de leur puissance. Il fut élevé sur le tell de Quyundjik, sur les restes d'un ancien palais fortement endommagé par les crues de la rivière Khosr, dont le cours fut détourné pour l'occasion. Il était bâti sur des fondations de plus de vingt mètres de profondeur, très solides, puisqu'elles ont perduré jusqu'à nos jours. Ses dimensions étaient de 503 mètres de longueur sur 242 mètres de largeur. On y pénétrait par plusieurs portes à portiques soutenues par d'immenses colonnes de bois et même de bronze. Le palais de Sennacherib formait un complexe de plus de 200 salles, décorées par plus de 3 km de frises. Ce palais était du reste richement décoré, et pour sa construction les techniques les plus avancées furent utilisées. Le plan de ce palais est cependant mal connu, car seule une partie du bâtiment a été fouillée.

#### Des palais provinciaux:Til-BarsipetHadatu
Le palais de Til-Barsip (actuel site de Tell Ahmar), une capitale provinciale néo-assyrienne également connue sous le nom de Kar-Salmanazar, est un bâtiment mesurant 130 mètres de long pour 30 de large. Il manque sa partie sud, actuellement sous l’Euphrate, mais ce qui reste est bien conservé. C’est une construction massive, entourée de remparts, sans doute sans autre ouverture que l’entrée principale située au nord. De là on accédait à la première cour, d’environ 21 × 6,7 m, centre de l’espace public, d’où on accédait en passant par la salle du trône vers la cour servant de centre à l’espace privé (bien plus vaste, 65 × 25 mètres). D’autres cours plus petites servaient de base à l’organisation de l’espace intérieur. Ce palais ne comporte pas de reliefs sculptés comme les grands palais royaux contemporains, mais des fresques peintes, reprenant les mêmes motifs que les orthostates de palais des capitales royales. Le musée du Louvre  conserve des éléments de décors peints, quelques autres fragments sont visibles au musée d'Alep. Un autre palais provincial, datant du VIIIe siècle, a été dégagé dans la ville de Hadatu (Arslan Tash). Il mesure environ 150 mètres de long, et s’organise lui aussi de façon bipartie selon le plan classique.